# ダブルカルチャード

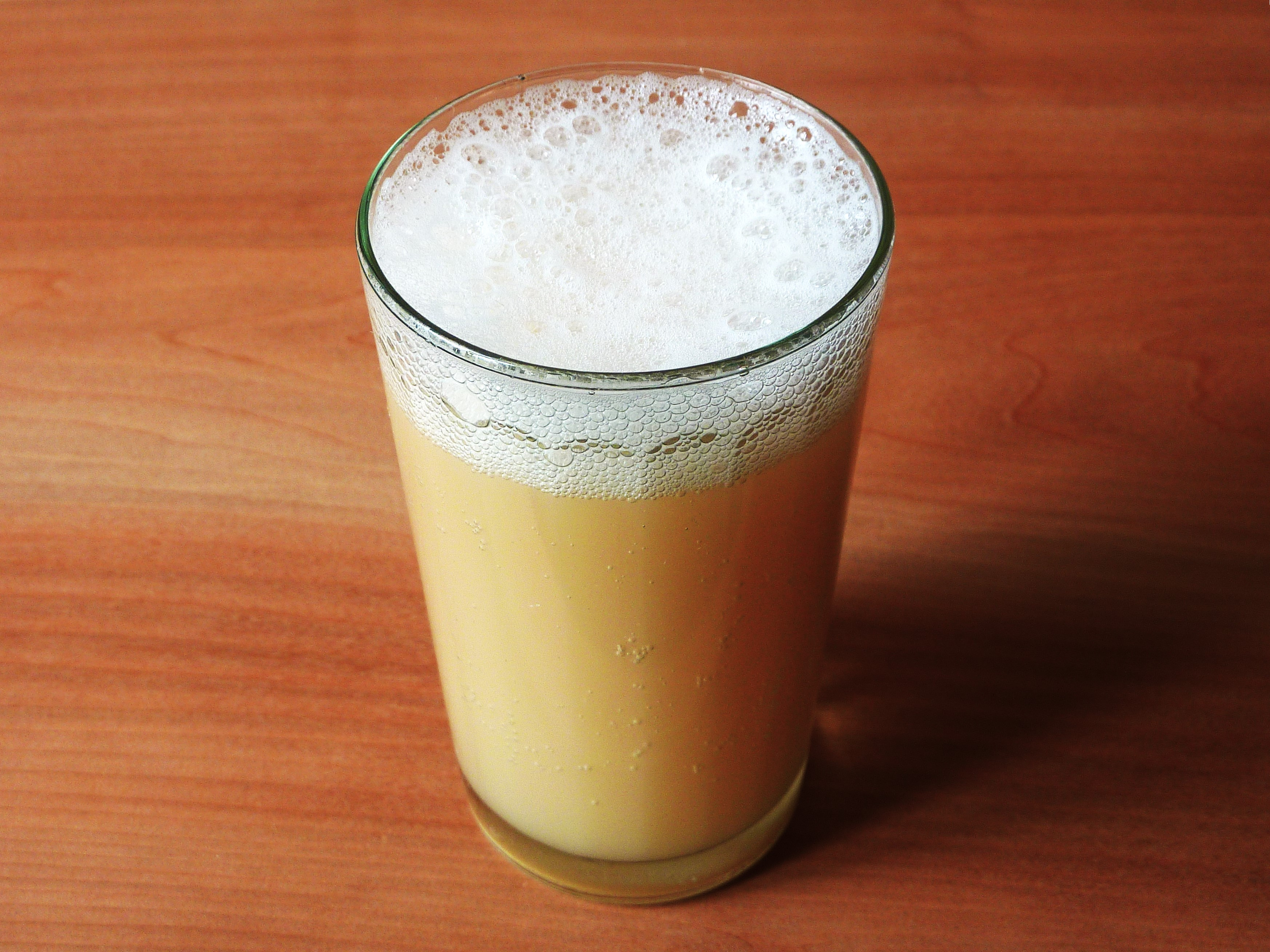
ダブルカルチャード

ダブルカルチャード（Double Cultured）は、ビールとカルピスで作るカクテル。
「ダブルカルチャード」「Double Cultured」は、カルピス株式会社の登録商標となっている。

## 概要
カルピスの原液とビールとを1:5の割合で作るカクテルである。
ビールの苦味はほとんどなくなり、カルピスの甘みとビールの酸味とで爽やかさを感じる。好みでレモンを加えると爽やかさが増す。
「ダブル」は「2つ」の意で、「カルチャード」は「発酵」の意であり、発酵飲料であるカルピスと、同じく発酵飲料であるビールとを混ぜるという意味あいで名づけられている。

## 歴史
カルピス社員の鶴田 塁（つるた るい）は、2011年に業務用事業部に異動になると、多数の顧客からカルピスを使ったアルコールメニューの提供を要望された。赤ワインとコーラのカクテル「カリモーチョ」を目にする機会が増えた鶴田は、カルピスを使ったアルコール飲料の定番を作れば、飲料シーンでも売り上げを伸ばせるのではないかと考えた。「カルピスをビールで割る」というレシピ自体は鶴田が考案するよりも前からカルピス社が提案用に作成していたレシピ集の中にもあり「カルピスビール」と名付けられていたが、当時のカルピス社にはそのレシピを市場に定着させようという意志が弱かった。
鶴田は、カルピスの乳酸菌発酵とビールの酵母発酵という2つの発酵、すなわちダブルの「cultured（発酵した）」から生まれたカクテルとして「ダブルカルチャード」とネーミングする。シャンディ・ガフやレッド・アイといった既存のビア・カクテルに「ダ行」の付く名前が多いので、一緒に並んだ際に違和感のない名前という点も考慮されていた。
鶴田はダブルカルチャードについて以下のような利点を見出し、成功の感触をつかんだ。
- 新たに素材を追加購入せずとも、今ある素材ですぐにメニューを増やすことができる。
- 簡単に作れる。
- 新たな仕入れの発生や在庫が増えるなどの経営リスクは発生しない。
- カルピスの回転率が向上し、廃棄ロスの低減や品質劣化の低減につながる。
- 既存のアルコールメニュー、カルピスサワーなどの導入が難しかったイタリアンレストランやスペインバルなどへの営業提案が可能となる。

当時のカルピス社にはビール会社のように飲食店を営業して回って取り扱いを増やすというような仕組みがなかったため、鶴田自身が地道に店を回って置いてもらう営業交渉を行った。鶴田の営業スタイルは、終業後にカルピスを携えて恵比寿の店を飲み歩き、新しいビア・カクテル、「ダブルカルチャード」を提案して歩くというものだった。社内からは「単独メニューでの営業より、多くのメニューを提案する方がいいのではないか」と鶴田のスタイルを疑問視する声も多かったが、鶴田は「ビールがあれば、その場でダブルカルチャードを実際に試すことができ、試してみれば案外おいしいと言ってもらえる」と自身の営業スタイルを貫いた。
その結果、2011年6月に恵比寿と赤羽橋の2店舗から始まり、2013年時点では恵比寿で40店舗がダブルカルチャードの提供を行うようになった。東京以外だと、特に仙台市では爆発的な広がりを見せ、アサヒビールの協力もあって日本全国で2000店以上が提供を行っている。
鶴田は、「カルピスビール」の名称のままでは「カルピスを売りたい」という気持ちが前面に出すぎていたため、これほど短期間に広まることはなかっただろうと振り返っている。
2013年4月ごろからTwitterを中心にSNSで話題となった。
2019年にアサヒビールから新発売された「アサヒスーパードライ・ザ・クール」は女性消費者をターゲットにダブルカルチャードの提案も発売時から行われている。
鶴田は、カルピス社がアサヒ飲料社に吸収されたのを機に退職し、2020年8月に旧カルピス本社近くでバル「ファイブボトルズ」を開業した。そこでダブルカルチャードを提供している。 

## レシピ例
以下に2019年時点でアサヒビールの公式サイトに記載されていたレシピを記す。
材料
- カルピス - 45ml
- アサヒスーパードライ - 225ml

作り方
1. グラスにカルピス（原液）を注ぐ。
2. グラスを45度に傾けてゆっくりとビールを注ぐ。
3. しっかり混ざってない場合は、炭酸が逃げないようにゆっくりステアする。

### アレンジ
- 2013年4月ごろからTwitterで話題となったレシピはレモン果汁が追加されている[3]。
- カルピスソーダやカルピスウォーターといった原液以外で作るダブルカルチャードは味が薄い[6]。
- 市販されている各社のビールでも、それぞれ味わいが異なってくる[6][7]。